# Parque Megalítico de Gorafe

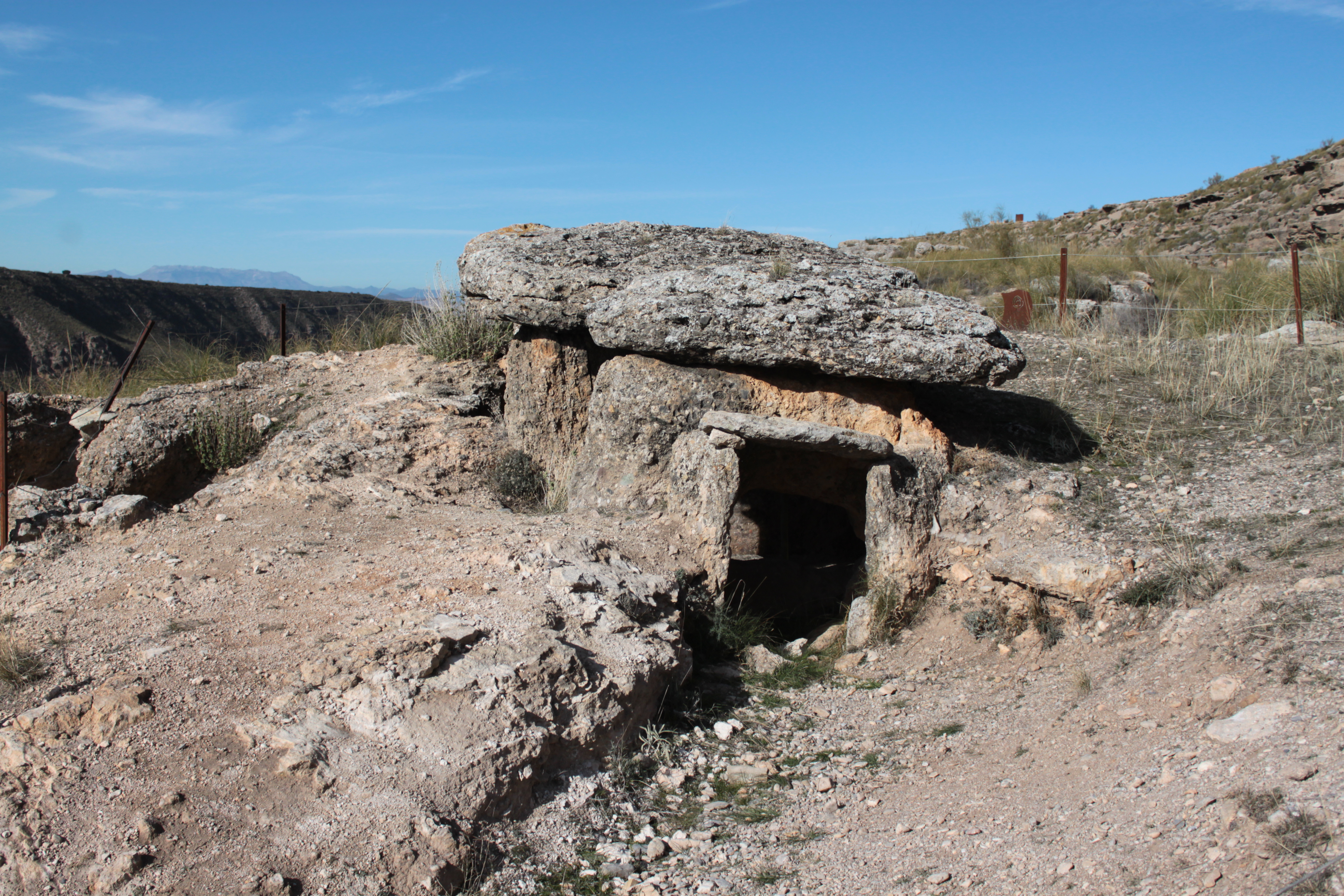
Dolmen 134.

Der Parque Megalítico de Gorafe im Tal des Gor, nördlich von Granada in Andalusien in Spanien, gehört mit etwa 240 Dolmen zu den größten Konzentrationen von Megalithanlagen in Europa. Es ist eine der Nekropolen von Gor: Fonelas, Panoria, Huélago, Laborcillas und Pedro Martinez im Flussgebiet des Rio Fardes.
Die ältesten prähistorischen Funde in der Region stammen aus der mittleren Altsteinzeit (vor mehr als 30.000 Jahren), während die Megalithen von Gorafe etwa 5.000 Jahre alt sind und in die Jungsteinzeit datiert werden.
Von den etwa 240 Großsteingräbern in Gorafe und den umliegenden Gemeinden wurden 198 untersucht. Die Bedeutung des Parkes liegt nicht nur in der Anzahl der Denkmäler, sondern auch in der architektonischen Vielfalt der fünfeckigen, quadratischen, polygonalen, rechteckigen und trapezförmigen Strukturen.
Bei den Ausgrabungen wurden zahlreiche Grabbeigaben gefunden, die zeigen, dass ein großer Teil der Gräber endneolithisch (2800–2600 v. Chr.) bzw. frühkupferzeitlich (2400–2200 v. Chr.) genutzt wurde. In den Dolmen fanden sich Armbänder, Feuersteinmesser, Idole, Keramikgefäße, Pfeilspitzen, Ringe und menschliche Knochen sowie Halsketten aus Knochen, Metallen, Muscheln und Stein.
Neben den Dolmen wurde eine prähistorische Siedlung aus der Bronzezeit entdeckt.

Dolmen von Gorafe
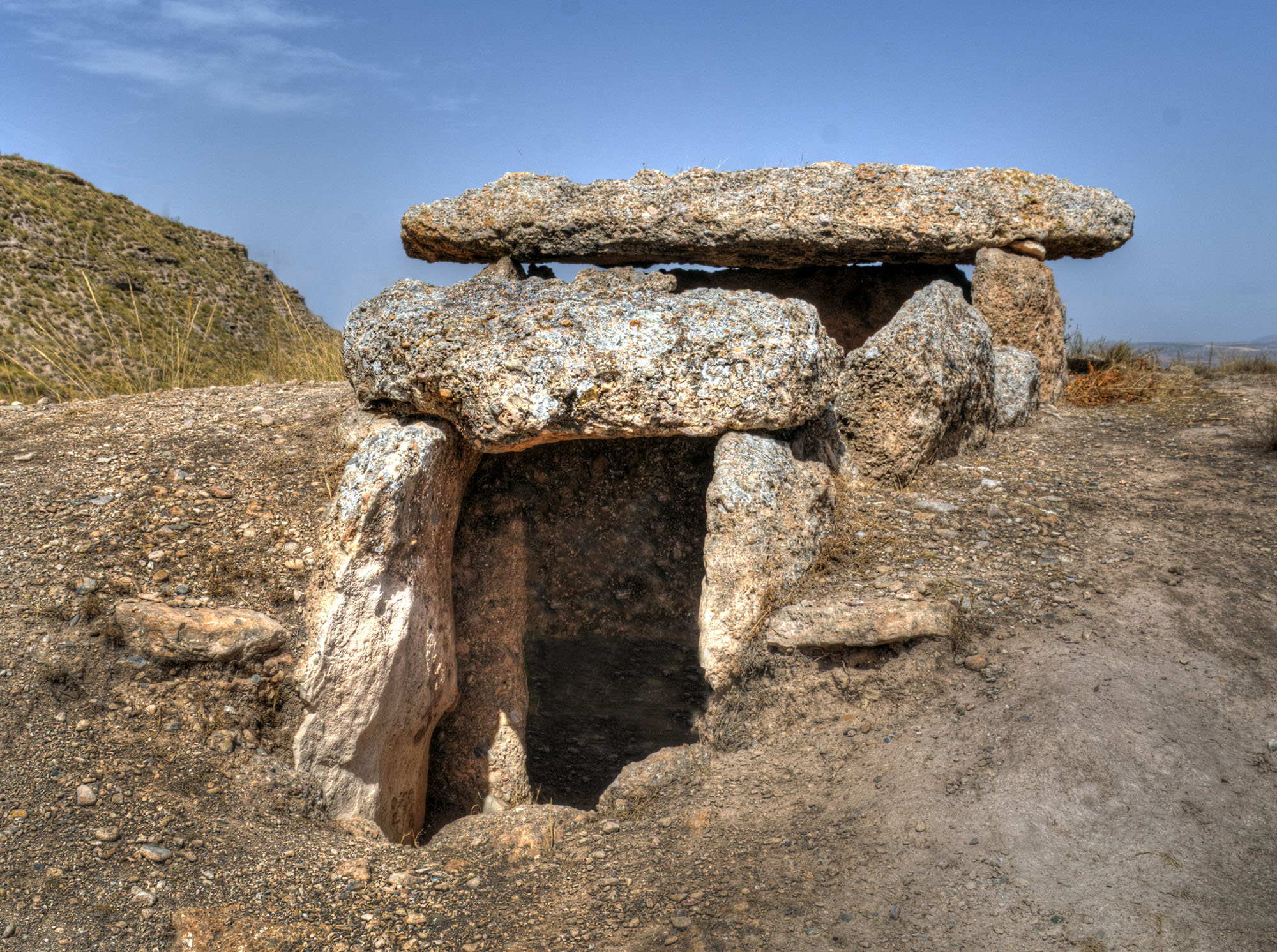
Dolmen 65
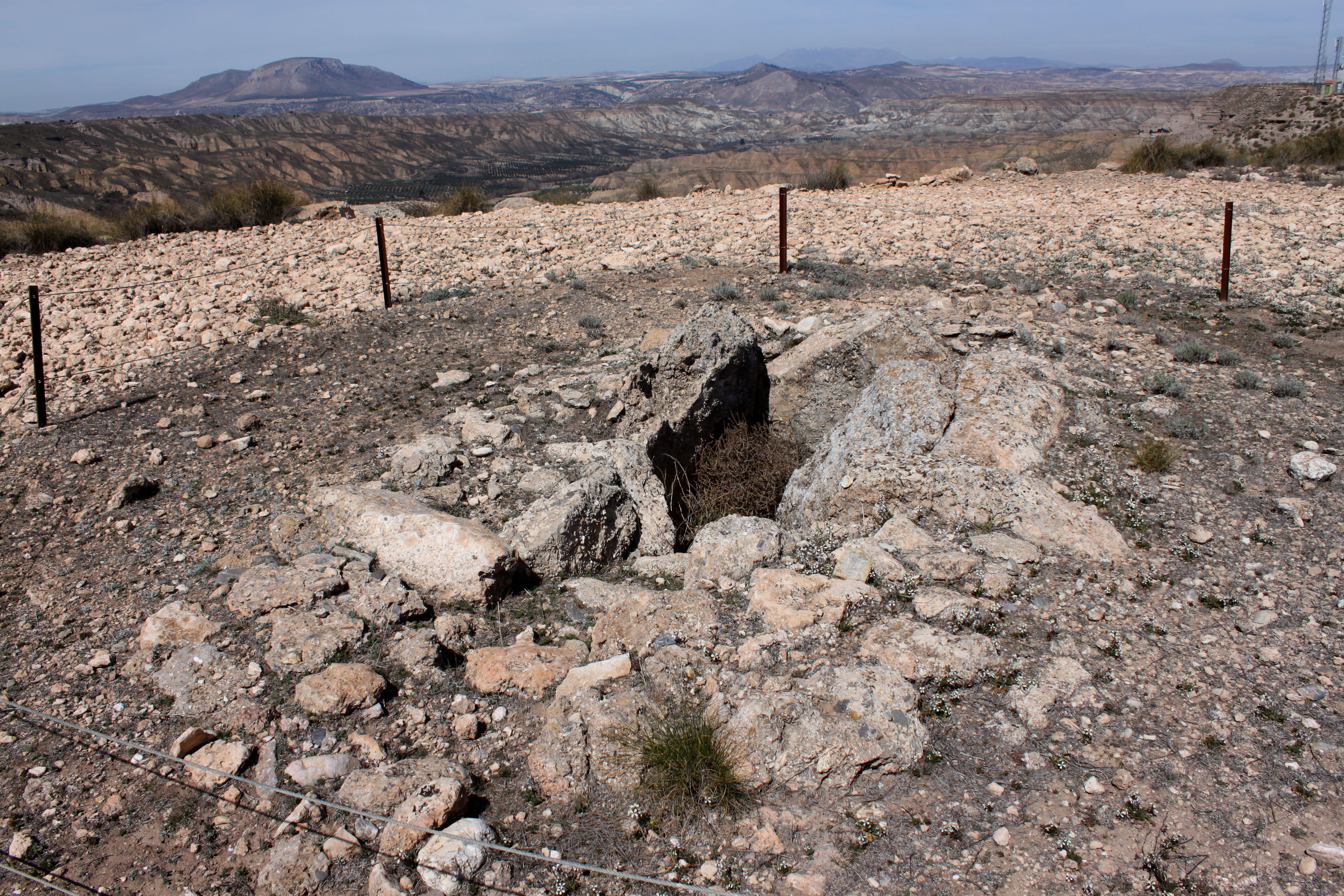
Dolmen 102
Flagge von Gorafe zeigt einen typischen Dolmen mit niedrigerem, vorgesetzten Zugang
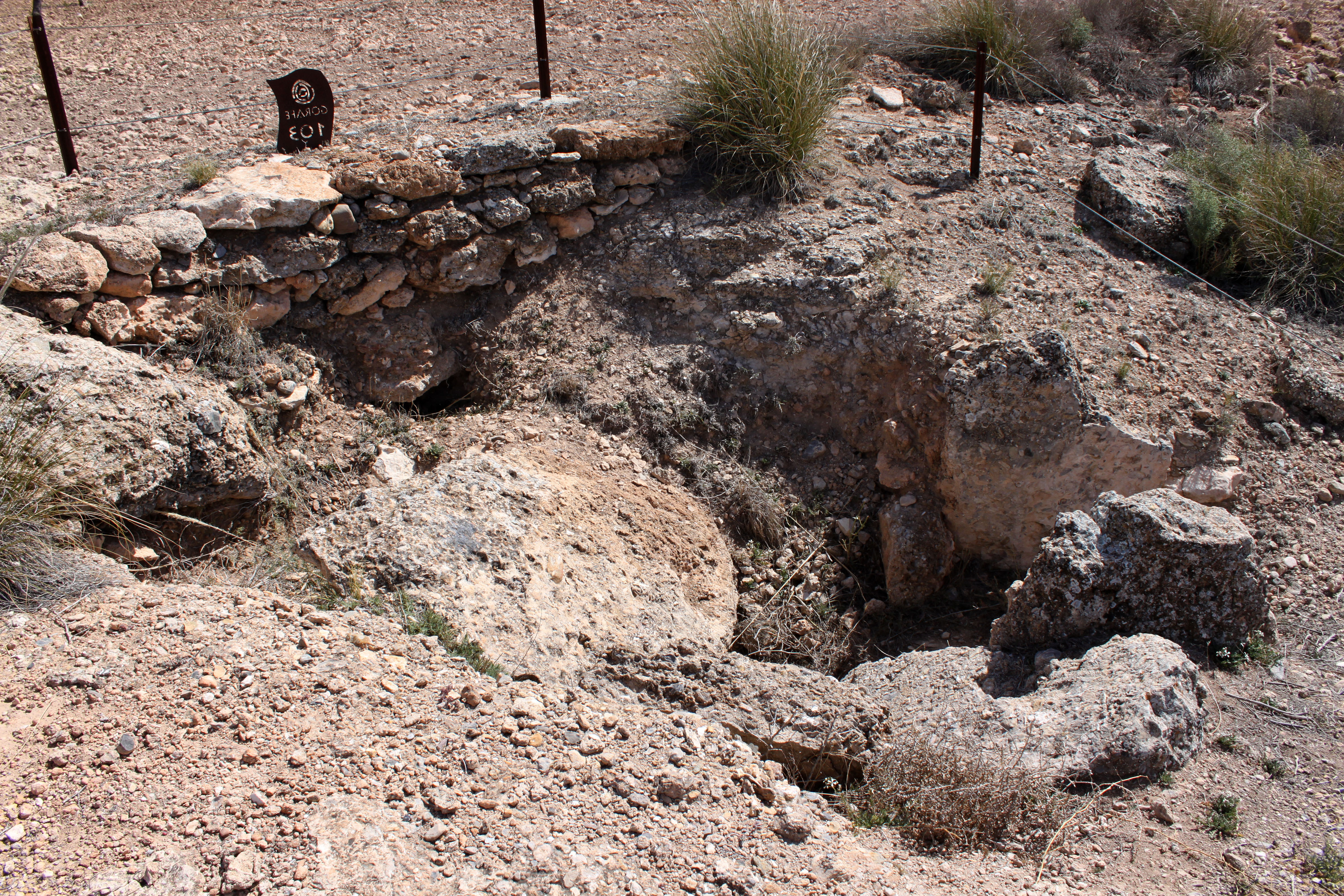
Dolmen 103
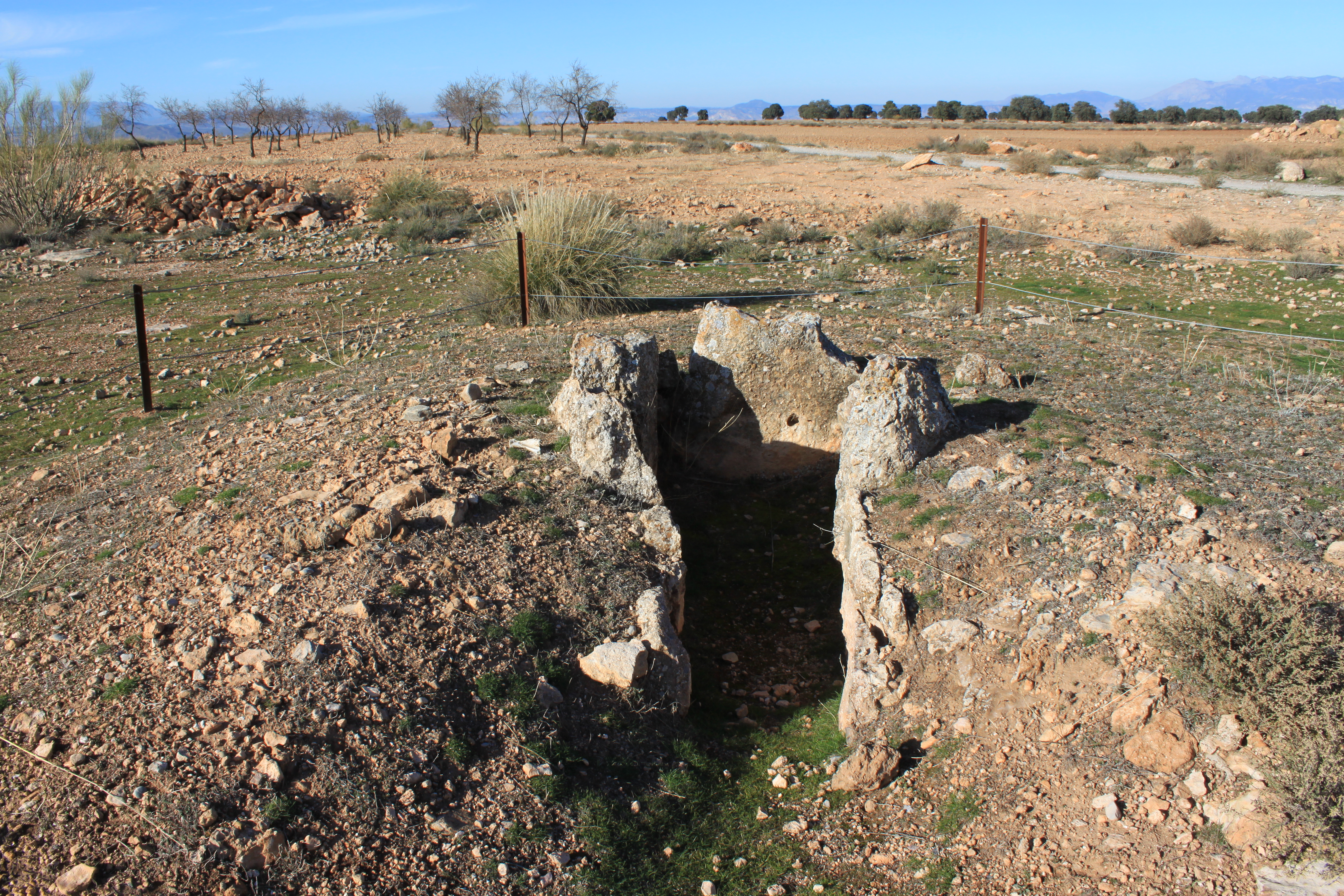
Dolmen 108